# الفيلق الحادي عشر كلوديوس
الفيلق الحادي عشر كلوديوس هو فيلق روماني في الجيش الإمبراطوري الروماني. قاتل الفيلق تحت إمرة يوليوس قيصر في حملته ضد قبائل النيرفي، كما شارك مع الفيلق الثاني عشر في غزو يوليوس قيصر لبلاد الغال سنة 58 ق.م.، وظلّ موجودًا على الأقل حتى أوائل القرن الخامس الميلادي، حيث كانت مهمته حراسة سهل الدانوب في منطقة سيليسترا ببلغاريا المعاصرة.